# Sulla scena del delitto: Il killer di Times Square
Sulla scena del delitto: Il killer di Times Square (Crime Scene: The Times Square Killer) è una docu-serie statunitense del 2021.

## Trama
La serie ruota attorno agli omicidi degli anni 70 e 80 compiuti dal serial killer americano Richard Cottingham, noto anche come il killer di Times Square.

## Episodi
| Stagione       | Episodi | Pubblicazione USA | Pubblicazione Italia |
| -------------- | ------- | ----------------- | -------------------- |
| Prima stagione | 3       | 2021              | 2021                 |

## Distribuzione
La serie è uscita sulla piattaforma di streaming Netflix il 29 dicembre 2021.

## Accoglienza

### Critica
Sull'aggregatore di recensioni Rotten Tomatoes ottiene il 100% delle recensioni professionali positive.